# Мезин (стоянка)
Ме́зин (Мезинская стоянка) — археологический памятник позднего палеолита. Тут был найден первый в мире ансамбль музыкальных инструментов.
Именем мезинской стоянки названа культура восточного граветта — мезинская культура. Археологи также классифицируют культуру, как раннюю мадленскую культуру.
Находится возле села Мезин Новгород-Северского района Черниговской области (Украина), на правом берегу Десны. Датировка — ок. 18 тыс. лет до н. э. Ко времени максимального похолодания (21000—17000 лет назад) кроме Мезинской в центре Русской равнины относятся стоянки: Мачун, Фастов, Гонцы, Чулатово 2, Бужанка, Селище, Межиричи, Добраничевка, Протасов яр, Семёновка, Киевокирилловская (нижний слой), Коршево 1, Костёнки 5 слой 1-а, Костёнки 2, Костёнки 3, Костёнки 19, Костёнки 21 слой 2, Борщёво 1, Юдиново 1, Юдиново 2, Юдиново 3, Погон, Октябрьское 2 верхний слой и Радомышль.
На стоянке исследовано пять небольших округлых охотничьих наземных жилищ, окружённых ямами-тайниками и производственными центрами. Обнаружены останки более 100 мамонтов. Найден кремнёвый инвентарь (скребки, проколки, резцы). Стоянка известна большим количеством художественных произведений — фигурками птиц, покрытыми орнаментом, статуэтками в виде женских фигур и фигурками животных из бивней мамонта, браслетами, также из мамонтового бивня, один из которых покрыт сложным резным орнаментом — первым известным изображением меандра. Считается, что браслеты были изготовлены из прямых пластин бивня мамонта, которые были загнуты неизвестным способом. Собрано много морских раковин южного происхождения, использовавшихся в качестве подвесок.
Ценной находкой на Мезинский стоянке стали странные изделия из костей (также с орнаментом), по-видимому, музыкальные инструменты, которые применялись для сопровождения танцев. К так называемым звучным инструментам принадлежит также «шумящий» мезинский наборный браслет, который состоит из пяти отдельных незамкнутых колец. Это своеобразные кастаньеты, которые пока ещё являются единственным свидетельством о наличии танцев в палеолитической культуре Восточной Европы.
Стоянка была заселена в зимнее время, тут активно охотились на зверя. В Мезине обнаружены не только кости волка и песца, но и собаки. N. Benecke писал, что два черепа волка из Мезина могут рассматриваться принадлежащими волкам на начальной стадии одомашнивания. В Мезине найдено 69 особей волка и 112 особей песца. Так как после снятия шкур туши не использовались и большинство костей сохранилось в виде анатомически связанных групп и отчасти почти целых скелетов, то вряд ли возможно, чтобы собаки, если они имелись на поселении, проигнорировали бы эти туши.
На стоянке была обнаружена коронка правого нижнего моляра Homo sapiens, но теперь зуб утерян.
Стоянки Мезинская, Межиричская, Добраничивка, Тимоновка 1-2, Супонево, Юдиново, Гонцы, Кирилловская, Радомышль, Пушкари 1, Бердыж, Авдеево и Хотылёво 2 образуют Днепро-Деснинский район охотников на мамонтов. Мезин входит в состав Новгород-Северского палеолитического района вместе со стоянками Пушкари I, Новгород-Северская стоянка, Чулатово (uk:Чулатів), Бужанка.
Исследовалась Ф. К. Волковым, Л. Е. Чикаленко, В. Е. Куриленко и др.